# Roberto Dotti
Roberto Dotti (* 25. Juli 1961) ist ein ehemaliger italienischer Bahnradsportler und Weltmeister.
1984 wurde Roberto Dotti in Barcelona Vize-Weltmeister im Steherrennen der Amateure. Im Jahr darauf wurde er in Bassano del Grappa Weltmeister in dieser Disziplin, hinter Schrittmacher Domenico De Lillo.